# 조교 (말)
조교(調敎)란 갓 태어나 아직 길들이지 않은 말 또는 야생상태에서 자라던 말을 인간의 이용 목적에 맞도록 길들이는 것을 말한다. 경주마의 조교란, 주로 야생의 상태에 있는 마필을 사람의 지시에 순응케 하여 경주마로써 본연의 능력을 발휘할 수 있도록 훈련시키고 일정한 규칙(틀)에 의거 시행되는 경주의 적응 능력을 개체별 특성에 의거 배양시키며 나아가 개체별로 갖고 있는 악벽이나 습관 등을 교정함으로써 경주출주의 완벽을 기하기 위한 일련의 훈련과정을 총칭하는 것이다. 경주마의 조교는 기본적으로 순치조교, 기초조교, 본 조교 및 발주조교로 구분할 수 있다.

## 순치조교
환경, 물체, 장구 등에 적응하는 것을 주요 목적으로 한다. 이 조교기간에 말이 좋은 버릇이 들도록 한다. 그렇지 않으면 말이 사람을 두려워하여 차거나 물거나 하는 버릇이 생긴다. 난폭한 관리나 무리한 순치조교는 악벽마(발주 때 진입 거부, 출발대 내 기립, 늦발주(경주시 마필이 출발대에서 늦게 나오는 것) 등의 나쁜 버릇을 가지고 있는 말) 발생의 원인이라 하겠다.

## 기초조교
말이 똑바로 걸을 수 있게 가르치고 난 후 재갈물리기, 큰 원형운동(흔히 조마삭이라 함), 안장 순치 및 기초적인 기승 훈련 등을 통하여 기승자의 명령에 복종시키는 것을 목적으로 한다.

## 본 조교
마체와 더불어 정신을 연마하여 경주에 출주하여 능력을 충분히 발휘시키는 조교이다. 보통 이 시기에는 근육 건, 심장, 폐 등을 단련하여 속력과 지구력을 기르는 동시에 부조(말에게 의사 전달이나 지시를 내리기 위해 기승자가 행하는 신호나 수단, 채찍 등)에 대해서도 이해하도록 가르치고 말의 경쟁심을 고양시키는 육체적·정신적인 조교이다. 즉 본격적으로 경주마가 되기 위한 훈련에 돌입하는 것이다.

## 발주조교
실제 경주시의 발주에 대비하여 출발대 진입, 통과, 출발대 내 정지, 평보 발진, 속보 발진, 구보 발진, 습보 발진 등 출발대에 친숙하게 하고 발진하는 방법(보법)을 익히는 조교이다. 평소부터 매우 신경써야 하는 부분으로 아무리 능력이 뛰어난 말이라도 악벽 때문에 경주에 출주할 수 없어서 경마장을 떠난 말이 적지 않다.

## 조교의 기본원칙
①점진성: 순서를 정하고 천천히 차근차근 진행함
②반복성: 지속적으로 반복해서 되풀이 함
③초과성: 목표거리나 부담중량의 한계를 초과해서 훈련
④개체성: 각각의 특징과 상태를 고려하여 실시

## 조교시 고려 사항
①운동의 강도: 순발력의 향상에는 짧더라도 최대한에 가까운 운동의 강도 필요
②운동의 지속시간 또는 거리: 스태미나 향상을 목적으로 할 때 중간의 강도를 오랜시간 지속하는 것이 필요
③운동의 빈도: 경쟁이 약한 말, 발주가 서투른 말 등은 반복 연습 횟수가 많을수록 효과가 크다.
→일반적으로 이들 세 가지 요소들의 조합에 의해 조교효과와 경주마의 경주능력은 달라지는 것이다.